# Guillermo de Malmesbury
Guillermo de Malmesbury (Wiltshire, ca. 1080/1095 – Malmesbury, ca. 1143) fue un monje e historiador medieval inglés del siglo XII.

## Biografía

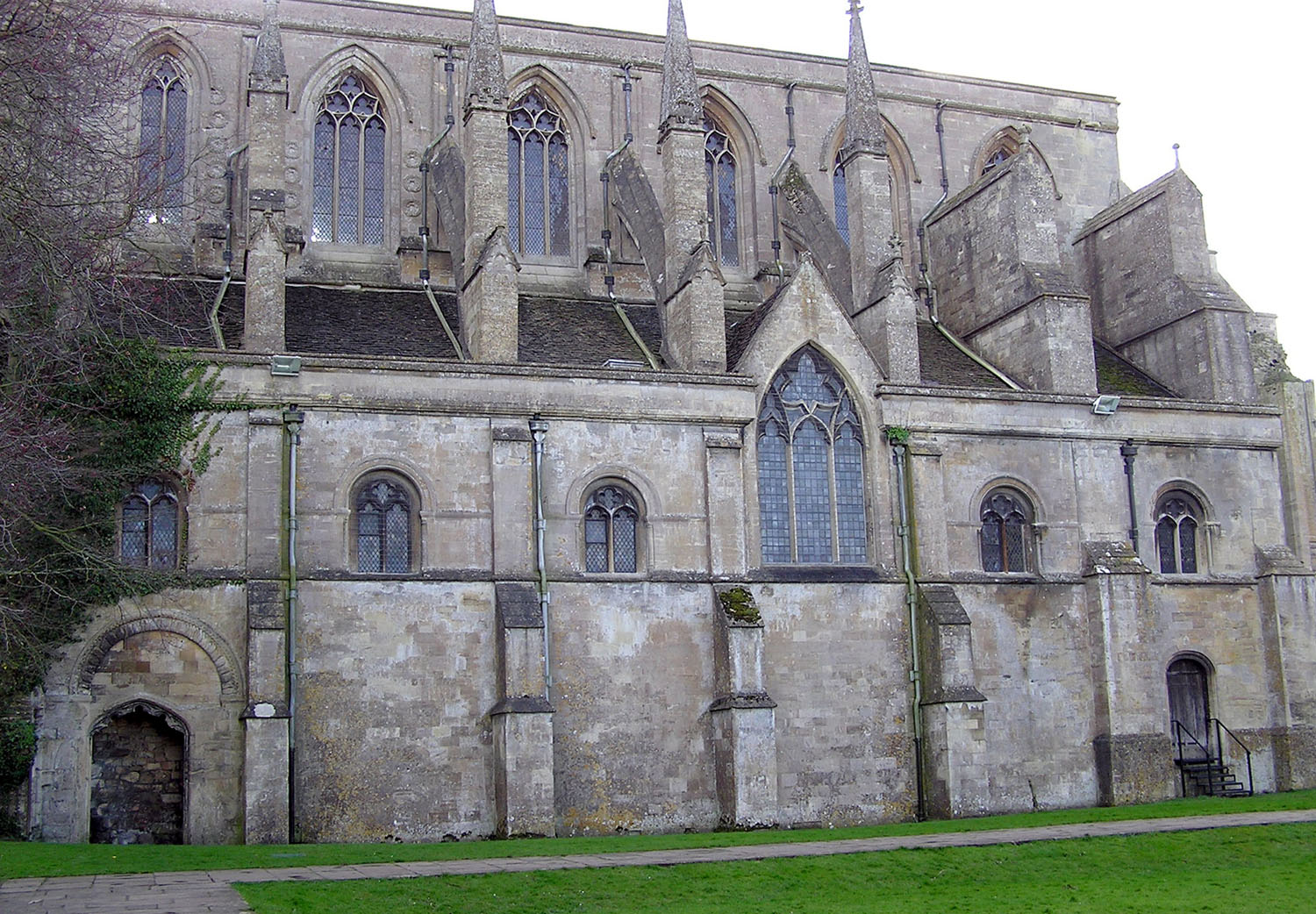
Vista de la abadía de Malmesbury en Wiltshire, Inglaterra, cuya construcción fue terminada en 1180

Su padre era normando y su madre inglesa. Pasó toda la vida en Inglaterra, trabajando como monje en la abadía de Malmesbury.
Escribió una historia que está dividida en dos partes: la Gesta Regum Anglorum (Hechos de los reyes ingleses, de 449 a 1127), escrita hacia 1120, y la Historia Novella (Nueva historia, de 1128 a 1142), escrita hacia el 1141. Esta segunda parte, relativa a hechos contemporáneos y la guerra civil entre Esteban I y la reina Matilde, es bastante imparcial, a pesar de haber sido escrita bajo el auspicio directo de Roberto de Gloucester, quien fue un participante directo en los acontecimientos.
También escribió la Gesta Pontificum Anglorum (Hechos de los obispos ingleses) en 1125. Luego escribió sobre materias teológicas.